# 오클랜드 시티 FC
오클랜드 시티 FC(영어: Auckland City Football Club)는 뉴질랜드 오클랜드 시티를 연고로 하는 축구 클럽 팀으로 북부 지역 리그인 노던 리그에 참가하고 있으며 FIFA 인터콘티넨털컵 최다 출전팀이다.

## 역사
오클랜드는 뉴질랜드 풋볼 챔피언십 정규 시즌에서 12회, 그랜드 파이널에서 총 8회 우승했다. 또한 국제 대회인 OFC 챔피언스 리그에서 오세아니아 축구 연맹 (OFC)을 대표했으며, 가장 최근인 2017년에는 9번째(7연속) 우승을 기록했다. 2014년에 3위를 차지한 구단은 또한 FIFA 클럽 월드컵 준결승에 진출한 유일한 OFC 팀이 되었다. 또한 대륙 트레블을 세 번 우승한 유일한 팀이기도 하다.
2017년 오클랜드 시는 홍콩에서 개최되는 친선 대회인 구정컵에 초대되었다. 오클랜드 시티는 준결승에서 대한민국의 챔피언인 FC 서울을 꺾고 결승전에서 홍콩의 킷치 SC 만나서 승리해 대회 트로피를 들어올렸다. 오클랜드는 2019 구정컵에 다시 초대되어 중국 슈퍼 리그 구단인 산둥 타이산 2–1로 패하였다.
오클랜드의 무패 시즌에서 한 경기를 제외하고는 모든 경기에서 승리했지만 OFC 챔피언스 리그와 리그 플레이오프에서의 성적이 모두 아쉬웠었던 2018-19 시즌이 끝난 후 감독인 라몬은 코치진의 변화를 가졌다.
뉴질랜드 내셔널리그 첫 시즌 이후 오클랜드 시티는 노던 리그에서 1위를 차지했지만 오클랜드 지역에서의 COVID-19로 인해 챔피언십 단계에 출전하지 못했다. 그런 다음 구단은 알베르트 레이라가 다음 시즌부터 감독직을 맡게 되었다.

### FIFA 클럽 월드컵
2009년
오클랜드는 개막 플레이 오프 경기에서 중동 챔피언 알아흘리를 2-0으로 이겼다. 하지만 CONCACAF 챔피언 아틀렌테에게 준준결승전에서 0-3으로 패했다.
5위와 6위를 위한 플레이오프는 팀이 CAF 챔피언스 리그 우승팀인 콩고민주공화국의 TP 마젬베를 3-2로 꺾으면서 폴 포사 감독이 "오클랜드 시티 축구 클럽 역사상 가장 위대한 밤"이라고 묘사했다.
이 역사적인 승리는 클럽 월드컵에서 뉴질랜드 팀이 처음으로 기록한 승리이다.
2014년
오클랜드 시티는 12월 10일 모로코 리그 챔피언 모그레브 테투안과 8강 플레이오프를 치렀다. 경기는 무득점으로 끝났고 오클랜드는 승부차기에서 4-3으로 승리하면서 AFC 챔피언스 리그 우승팀인 ES 세티프와의 8강전에 진출했다. 오클랜드는 ES 세티프를 1-0으로 꺾고 처음으로 준결승에 진출하게 되었다.
오클랜드는 준결승에서 코파 리베르타도레스 챔피언 CA 산로렌소와 경기했지만 2-1로 패하였다.
구단은 풀 타임에서 1-1 무승부 후 3 위 플레이 오프에서 CONCACAF 챔피언스컵 우승팀 크루스 아술 을 상대로 역사적인 4-2 승부차기 승리로 토너먼트를 마쳤다. 이와 같은 결과는 전 세계적으로 찬사를 받았다. 구단의 핵심 수비수 아이번 비셀리치는 대회 최우수 선수상 골든 볼 시상식에서 크리스티아누 호날두와 레알 마드리드의 세르히오 라모스에 이어 3위를 차지했다.
2023년 1원 26일  기준

## 선수 명단

### 현역
참고: FIFA 자격 규정에 따라 소속된 국가대표팀 국기를 표시합니다. 선수는 복수의 FIFA 비회원국 국적을 가지고 있을 수 있습니다.
| 번호 | 포지션 | 국적 | 이름              |
| ---- | ------ | ---- | ----------------- |
| 1    | GK     |      | 코너 트레이시     |
| 2    | MF     |      | 마리오 이니치     |
| 3    | DF     |      | 애덤 미첼         |
| 4    | DF     |      | 크리스티안 그레이 |
| 5    | DF     |      | 미헬 덴 헤이아    |
| 6    | DF     |      | 단 모건           |
| 7    | MF     |      | 카메룬 호이슨     |
| 8    | MF     |      | 제라르 가리가     |
| 9    | FW     |      | 앙게스 킬리커리   |
| 10   | FW     |      | 딜런 매니컴       |
| 11   | FW     |      | 라이언 데 브리스  |
| 12   | DF     |      | 레곤 무라키       |

| 번호 | 포지션 | 국적 | 이름            |
| ---- | ------ | ---- | --------------- |
| 13   | DF     |      | 나단 로보       |
| 14   | DF     |      | 조든 베일       |
| 15   | MF     |      | 에이든 캐리     |
| 16   | FW     |      | 조셉 리         |
| 19   | FW     |      | 윌리엄 길리언   |
| 20   | FW     |      | 에밀리아노 테드 |
| 21   | DF     |      | 애덤 벨         |
| 22   | DF     |      | 저우 통         |
| 23   | DF     |      | 알피 로제스     |
| 24   | GK     |      | 조 월레스       |
| 25   | DF     |      | 이와타 타쿠야   |
| 26   | MF     |      | 라이언 타이드   |

## 우승 기록
- 뉴질랜드 풋볼 챔피언십: 5회 (2004-05, 2005-06, 2006-07, 2008-09, 2013-14)
- OFC 챔피언스리그: 8회 (2005-06, 2008-09, 2010-11, 2011-12, 2012-13, 2013-14, 2014-15, 2016)

## FIFA 클럽 월드컵 성적
- FIFA 클럽 월드컵 2006: 6위
- FIFA 클럽 월드컵 2009: 5위
- FIFA 클럽 월드컵 2011: 7위
- FIFA 클럽 월드컵 2012: 7위
- FIFA 클럽 월드컵 2013: 7위
- FIFA 클럽 월드컵 2014: 3위
- FIFA 클럽 월드컵 2015: 7위
- FIFA 클럽 월드컵 2016: 7위